# 聖貝內特山
41°56′59.69″N 2°30′50.60″E / 41.9499139°N 2.5140556°E

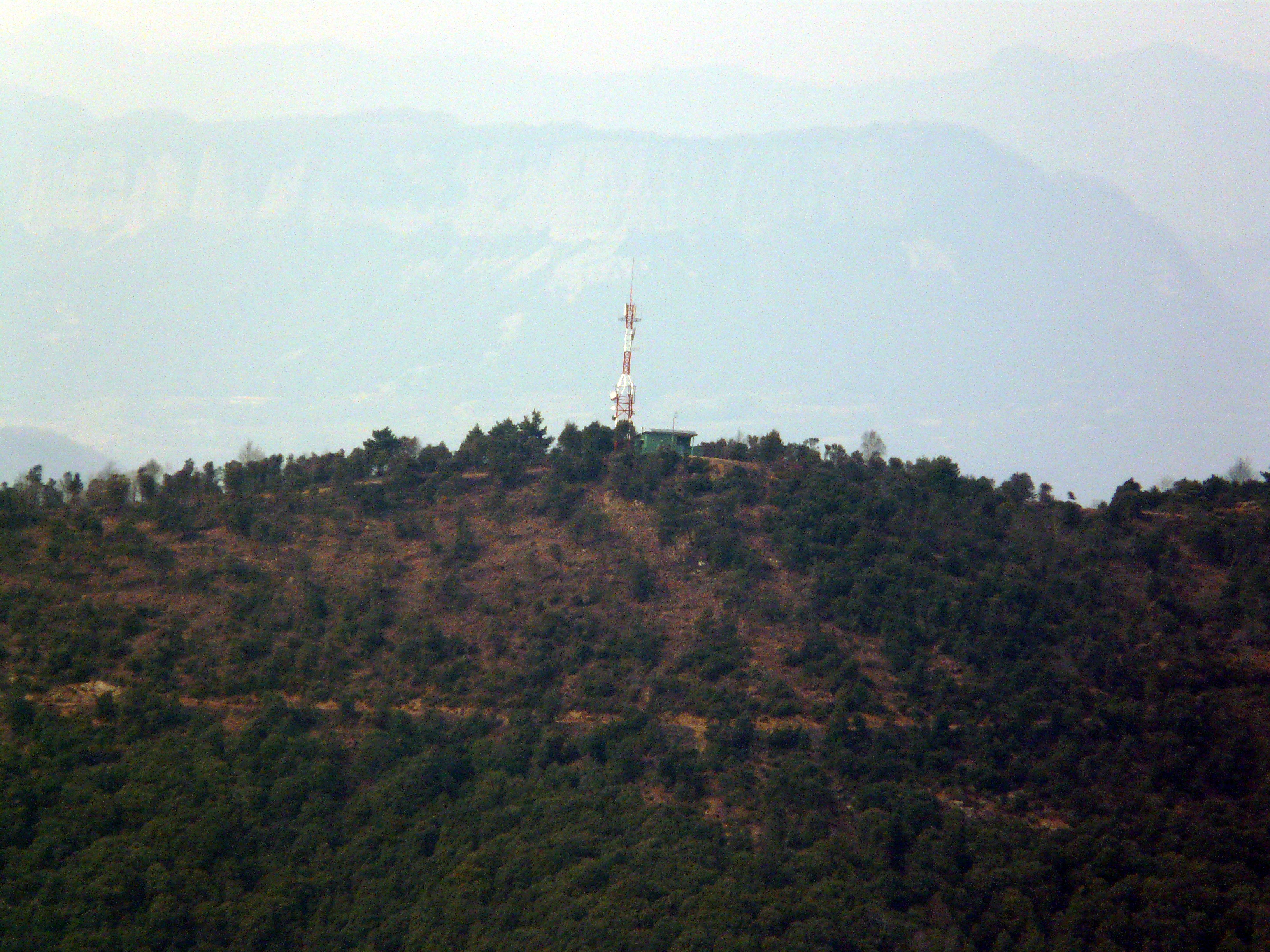

聖貝內特山，是西班牙的山峰，位於該國東北部加泰羅尼亞，處於蘇斯克達，屬於吉萊里斯山的一部分，該山峰高度為海拔1,146.9米。